# フアン・フェリシアーノ
フアン・フェリシアーノ（Juan Feliciano、1980年4月6日 - ）は、ドミニカ共和国出身の元プロ野球選手（投手）。カープアカデミーでヘッドコーチ業を務めながらカープの通訳として外国人選手をサポートしている。

## 経歴
コレーヒオ・サンチェス高からボストン・レッドソックスアカデミー、カープアカデミーを経て、2002年に広島東洋カープに練習生として入団、2004年に支配下選手登録された。
150km/hを超すストレートが持ち味で、ロビンソン・チェコの再来と期待された。ファームでは安定感抜群の投球をするも、一軍では良い成績を残せなかった。2006年12月1日、自由契約となり退団。因みに応援コールは｢フェリー｣だった。
2007年は、イスラエル野球リーグのベト・シェメシュ・ブルーソックスでプレー。同リーグでは7イニング制ながらノーヒットノーランを達成。打者としても代打や指名打者としての出場で4割強の打率を残した。
2008年と2009年は、リーガ・メヒカーナ・デ・ベイスボルのミナティトラン・オイラーズでプレーした。
引退後はカープアカデミーでピッチングコーチを務めている。
2019年4月から、育休のヘンディ・クレートに代わり、クレート帰国中の広島のスペイン語通訳として来日。4か月間通訳を務めたのち、クレートの再来日との入れ替わりで7月28日に帰国した。

## 選手としての特徴・人物
最速150km/hを超すストレートとスライダー・フォークを投げる。
独学で習得したという日本語をとても流暢に話す。

## 詳細情報

### 年度別投手成績
| 年 度     | 球 団     | 登 板 | 先 発 | 完 投 | 完 封 | 無 四 球 | 勝 利 | 敗 戦 | セ 丨 ブ | ホ 丨 ル ド | 勝 率 | 打 者 | 投 球 回 | 被 安 打 | 被 本 塁 打 | 与 四 球 | 敬 遠 | 与 死 球 | 奪 三 振 | 暴 投 | ボ 丨 ク | 失 点 | 自 責 点 | 防 御 率 | W H I P |
| --------- | --------- | ----- | ----- | ----- | ----- | -------- | ----- | ----- | -------- | ----------- | ----- | ----- | -------- | -------- | ----------- | -------- | ----- | -------- | -------- | ----- | -------- | ----- | -------- | -------- | ------- |
| 2004      | 広島      | 3     | 3     | 0     | 0     | 0        | 0     | 1     | 0        | --          | .000  | 55    | 11.1     | 14       | 7           | 10       | 0     | 0        | 10       | 0     | 0        | 20    | 20       | 15.88    | 2.12    |
| 2005      | 広島      | 5     | 2     | 0     | 0     | 0        | 0     | 2     | 0        | 0           | .000  | 60    | 11.2     | 17       | 1           | 9        | 0     | 0        | 11       | 2     | 0        | 12    | 9        | 6.94     | 2.23    |
| 2006      | 広島      | 12    | 5     | 0     | 0     | 0        | 0     | 1     | 0        | 1           | .000  | 168   | 35.1     | 50       | 8           | 12       | 2     | 5        | 11       | 0     | 0        | 30    | 29       | 7.39     | 1.75    |
| 通算：3年 | 通算：3年 | 20    | 10    | 0     | 0     | 0        | 0     | 4     | 0        | 1           | .000  | 283   | 58.1     | 81       | 16          | 31       | 2     | 5        | 32       | 2     | 0        | 62    | 58       | 8.95     | 1.92    |

### 記録
NPB投手記録
- 初登板・初先発：2004年6月13日、対読売ジャイアンツ15回戦（東京ドーム）、5回9失点
- 初奪三振：同上、1回裏にタフィ・ローズから空振り三振
- 初ホールド：2006年7月16日、対横浜ベイスターズ10回戦（横浜スタジアム）、4回裏に2番手で救援登板、1回無失点

NPB打撃記録
- 初安打：2004年6月13日、対読売ジャイアンツ15回戦（東京ドーム）、4回表に佐藤宏志から右前安打

### 背番号
- 105（2002年）
- 98（2003年 - 2006年）